# США на зимних Олимпийских играх 1964
Соединённые Штаты Америки принимали участие в IX Зимних Олимпийских играх, проходивших в Инсбруке (Австрия) с 29 января по 9 февраля 1964 года, где представители США завоевали 7 медалей, из которых 1 золотая, 2 серебряных и 4 бронзовых. На Зимних Олимпийских Играх в Инсбруке, сборную Соединённых Штатов Америки представляли 89 спортсменов (71 мужчина и 18 женщин), выступавших в 10 видах спорта.
| Medal   | Name                          | Sport              | Event                      |
| ------- | ----------------------------- | ------------------ | -------------------------- |
| Золото  | Терри Макдермотт              | Конькобежный спорт | 500 метров                 |
| Серебро | Билли Кидд                    | Горнолыжный спорт  | Мужчины, Слалом            |
| Серебро | Джин Соберт                   | Горнолыжный спорт  | Женщины, Гигантский слалом |
| Бронза  | Джимми Хьюга                  | Горнолыжный спорт  | Мужчины, Слалом            |
| Бронза  | Джин Соберт                   | Горнолыжный спорт  | Женщины, Слалом            |
| Бронза  | Аллен, Скотт                  | Фигурное катание   | Мужское одиночное катание  |
| Бронза  | Вивиан Джозеф, Рональд Джозеф | Фигурное катание   | Парное катание             |